# Tratados de libre comercio de Chile

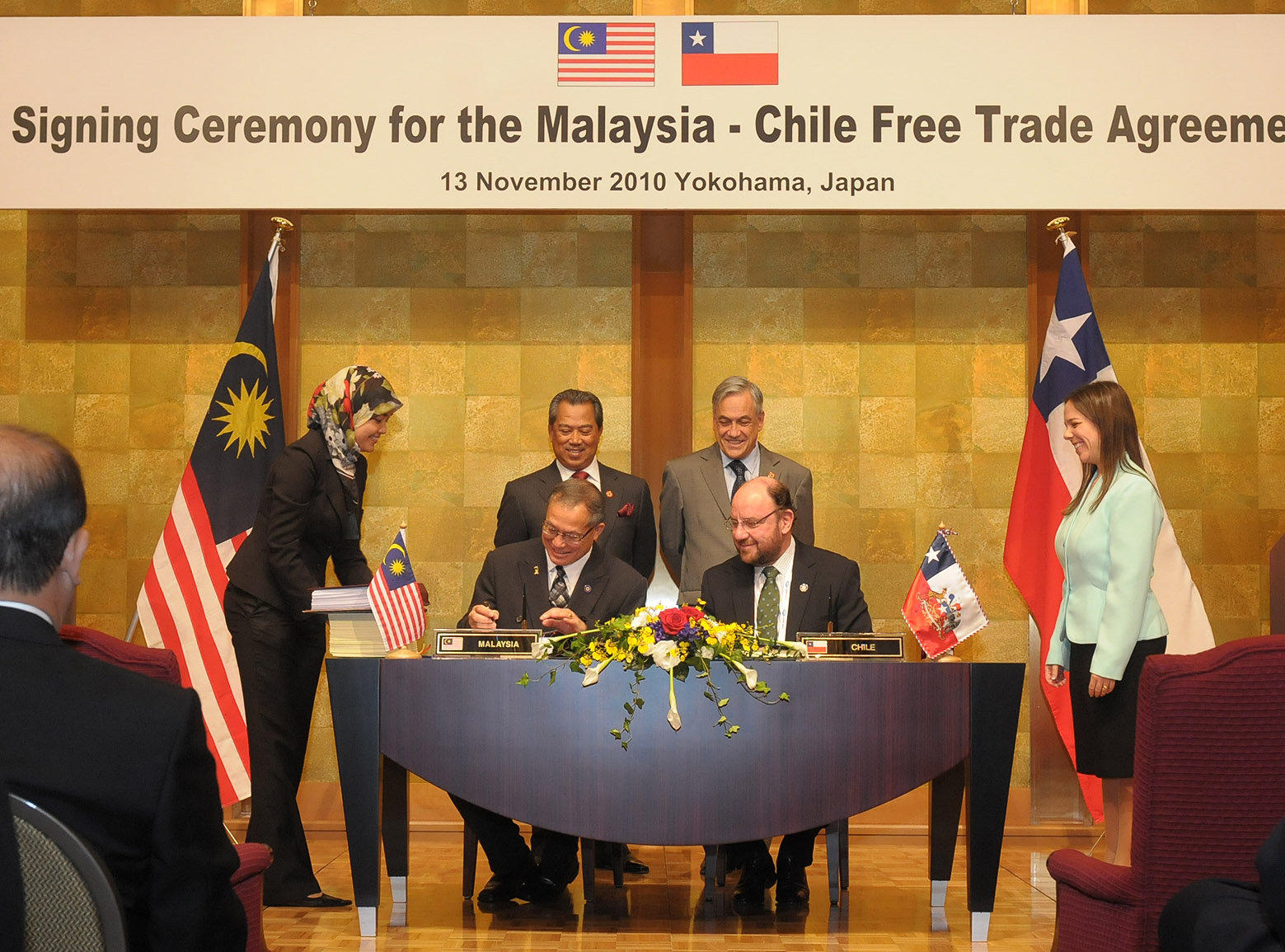
Ceremonia de firma del Tratado de Libre Comercio entre Malasia y Chile en 2010, cuya vigencia comenzó en 2012.

Desde fines de la década de 1990, Chile se ha adherido a una serie de tratados de libre comercio (TLC) con países tanto de Latinoamérica como del resto del mundo, destacando entre ellos los firmados con las principales economías del mundo: Estados Unidos, China y la Unión Europea. A la fecha a través de los tratados de comercio firmados, Chile actualmente posee libre acceso a los principales mercados en el mundo, alcanzando más de 4200 millones de personas distribuidas en los cinco continentes. Hasta la fecha se han suscrito 800 acuerdos comerciales con más de 300 países.

## Tratados vigentes

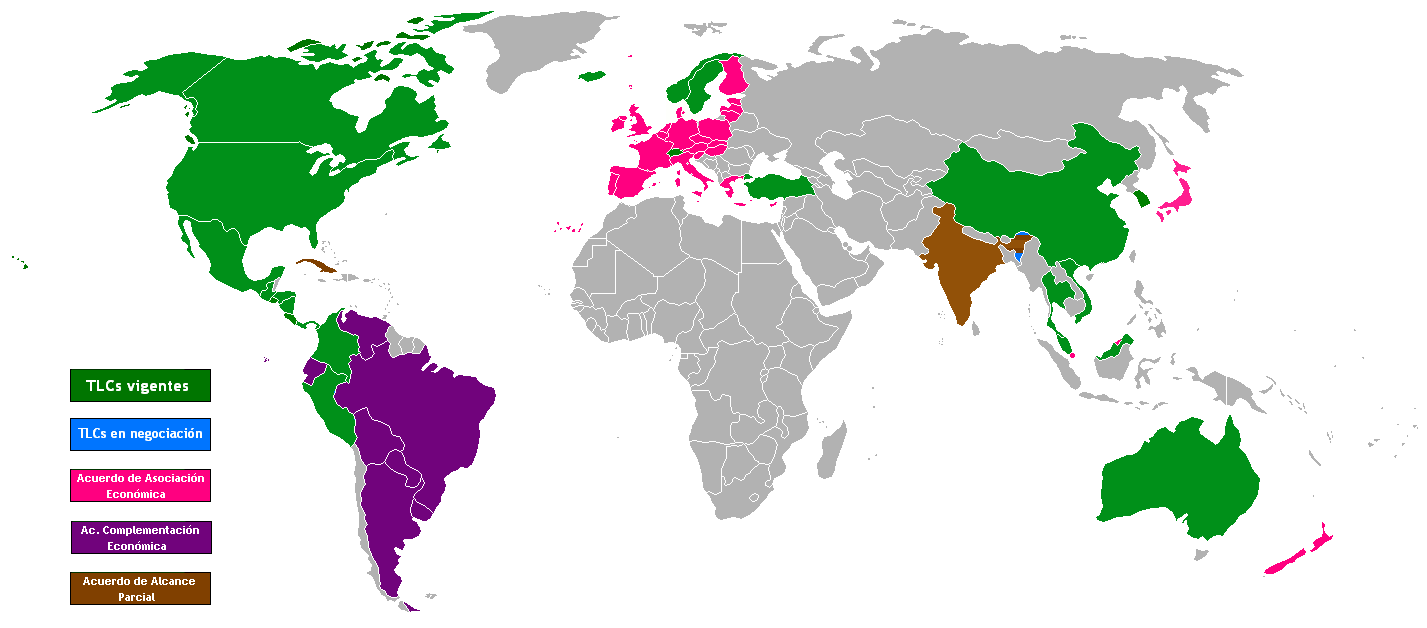
Acuerdos comerciales de Chile en 2012.

Los tratados de libre comercio que han sido ratificados por Chile y que se encuentran en plena vigencia son:
| Tratado                                              | País(es)       | Fecha de suscripción    | Fecha de entrada en vigencia |
| ---------------------------------------------------- | -------------- | ----------------------- | ---------------------------- |
| TLC Canadá-Chile                                     | Canadá         | 5 de diciembre de 1996  | 5 de julio de 1997           |
| TLC Chile-México                                     | México         | 17 de abril de 1998     | 1 de agosto de 1999          |
| TLC Chile-Centroamérica                              | Costa Rica     | 18 de octubre de 1999   | 14 de febrero de 2002        |
| TLC Chile-Centroamérica                              | El Salvador    | 30 de noviembre de 2000 | 3 de junio de 2001           |
| TLC Chile-Centroamérica                              | Honduras       | 22 de noviembre de 2005 | 19 de julio de 2008          |
| TLC Chile-Centroamérica                              | Guatemala      | 7 de diciembre de 2007  | 23 de marzo de 2010          |
| TLC Chile-Centroamérica                              | Nicaragua      | 22 de febrero de 2011   | 19 de marzo de 2013          |
| AAE Chile-UE                                         | Unión Europea  | 8 de noviembre de 2002  | 1 de febrero de 2003         |
| TLC Chile-EE. UU.                                    | Estados Unidos | 6 de junio de 2003      | 1 de septiembre de 2004      |
| TLC Chile-Corea                                      | Corea del Sur  | 15 de febrero de 2003   | 2 de abril de 2004           |
| TLC Chile-EFTA                                       | Islandia       | 26 de junio de 2003     | 1 de diciembre de 2004       |
| TLC Chile-EFTA                                       | Liechtenstein  | 26 de junio de 2003     | 1 de diciembre de 2004       |
| TLC Chile-EFTA                                       | Noruega        | 26 de junio de 2003     | 1 de diciembre de 2004       |
| TLC Chile-EFTA                                       | Suiza          | 26 de junio de 2003     | 1 de diciembre de 2004       |
| TLC Chile-China                                      | China          | 18 de noviembre de 2005 | 1 de octubre de 2006         |
| Pacífico-4 (P-4)                                     | Brunéi         | 18 de julio de 2005     | 8 de noviembre de 2006       |
| Pacífico-4 (P-4)                                     | Nueva Zelanda  | 18 de julio de 2005     | 8 de noviembre de 2006       |
| Pacífico-4 (P-4)                                     | Singapur       | 18 de julio de 2005     | 8 de noviembre de 2006       |
| TLC Chile-Panamá                                     | Panamá         | 27 de junio de 2006     | 7 de marzo de 2008           |
| TLC Chile-Colombia                                   | Colombia       | 27 de noviembre de 2006 | 8 de mayo de 2009            |
| TLC Chile-Perú                                       | Perú           | 22 de agosto de 2006    | 1 de enero de 2009           |
| AAE Chile-Japón                                      | Japón          | 27 de marzo de 2007     | 3 de septiembre de 2007      |
| TLC Australia-Chile                                  | Australia      | 30 de junio de 2008     | 6 de marzo de 2009           |
| TLC Chile-Turquía                                    | Turquía        | 14 de julio de 2009     | 1 de marzo de 2011           |
| TLC Chile-Malasia                                    | Malasia        | 13 de noviembre de 2010 | 1 de abril de 2012           |
| TLC Chile-Vietnam                                    | Vietnam        | 12 de noviembre de 2011 | 1 de enero de 2014           |
| TLC Chile-Hong Kong                                  | Hong Kong      | 7 de septiembre de 2012 | 1 de diciembre de 2014       |
| TLC Chile-Tailandia                                  | Tailandia      | 4 de octubre de 2013    | 5 de noviembre de 2015       |
| TLC Chile-Uruguay                                    | Uruguay        | 4 de octubre de 2016    | 13 de diciembre de 2018      |
| TLC Chile-Argentina                                  | Argentina      | 2 de noviembre de 2017  | 1 de mayo de 2019            |
| TLC Chile-Indonesia                                  | Indonesia      | 14 de diciembre de 2017 | 10 de agosto de 2019         |
| Acuerdo Transpacífico de Cooperación Económica (TPP) | Australia      | 4 de febrero de 2016    | 21 de febrero de 2023        |
| Acuerdo Transpacífico de Cooperación Económica (TPP) | Brunéi         | 4 de febrero de 2016    | 21 de febrero de 2023        |
| Acuerdo Transpacífico de Cooperación Económica (TPP) | Canadá         | 4 de febrero de 2016    | 21 de febrero de 2023        |
| Acuerdo Transpacífico de Cooperación Económica (TPP) | Japón          | 4 de febrero de 2016    | 21 de febrero de 2023        |
| Acuerdo Transpacífico de Cooperación Económica (TPP) | Malasia        | 4 de febrero de 2016    | 21 de febrero de 2023        |
| Acuerdo Transpacífico de Cooperación Económica (TPP) | México         | 4 de febrero de 2016    | 21 de febrero de 2023        |
| Acuerdo Transpacífico de Cooperación Económica (TPP) | Nueva Zelanda  | 4 de febrero de 2016    | 21 de febrero de 2023        |
| Acuerdo Transpacífico de Cooperación Económica (TPP) | Perú           | 4 de febrero de 2016    | 21 de febrero de 2023        |
| Acuerdo Transpacífico de Cooperación Económica (TPP) | Singapur       | 4 de febrero de 2016    | 21 de febrero de 2023        |
| Acuerdo Transpacífico de Cooperación Económica (TPP) | Vietnam        | 4 de febrero de 2016    | 21 de febrero de 2023        |

AAE: Acuerdos de Asociación Económica.

## Tratados no vigentes

### Tratados firmados
| País                | Fecha de suscripción    |
| ------------------- | ----------------------- |
| Brasil              | 21 de noviembre de 2018 |
| China (Inversiones) | 9 de septiembre de 2012 |
| Reino Unido         | 30 de enero de 2019     |

### Tratados en negociación
- Alianza del Pacífico[1]

## Otros acuerdos comerciales
Además de los tratados de libre comercio, y los acuerdos de asociación económica —que apuntan hacia la apertura arancelaria y permiten acuerdos en materias no comerciales— existen también otros tipos de tratados en materia de comercio, como los Acuerdos de Complementación Económica (ACE), y los acuerdos de alcance parcial. Los primeros consisten en acuerdos bilaterales de países pertenecientes a la Asociación Latinoamericana de Integración (ALADI). Chile ha suscrito ACE con Venezuela (firmado en 1993), Bolivia (firmado en 1993), Ecuador (firmado en 1994), y en 1996 con el Mercado Común del Sur (Mercosur), cuyos miembros son Argentina, Brasil, Paraguay y Uruguay. Por otro lado, los acuerdos de alcance parcial se refieren a medidas arancelarias para denominados productos, y se considera una primera etapa para un tratado de mayor alcance; Chile tiene acuerdos de este tipo con Cuba (firmado en 1999 y ratificado en 2008) e India (firmado en 2006 y ratificado en 2007).

## Países
1. ↑  28 Estados miembros UE: Alemania, Austria, Bélgica, Bulgaria, Chipre, Croacia, Dinamarca, Eslovaquia, Eslovenia, España, Estonia, Finlandia, Francia, Grecia, Hungría, Irlanda, Italia, Letonia, Lituania, Luxemburgo, Malta, Países Bajos, Polonia, Portugal, Reino Unido, República Checa, Rumania y Suecia.